# Hermann Tigler
Friedrich Johann Hermann Tigler (* 22. Dezember 1881 in Gelsenkirchen; † 25. Oktober 1960 in Düsseldorf) war ein deutscher Unternehmer und Springreiter.

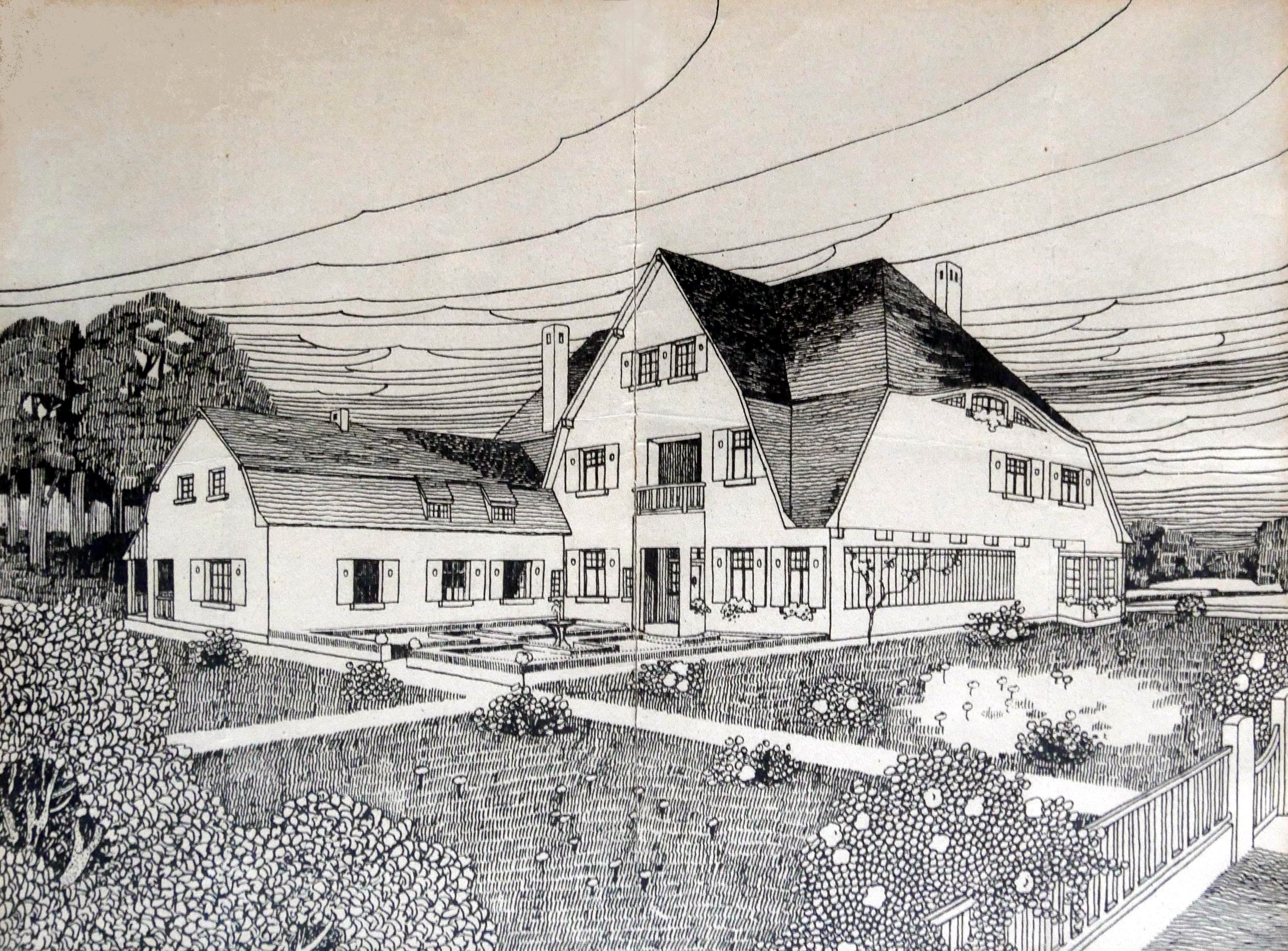
Villa Tigler in Angermund

## Leben
Hermann Tigler kam aus einer ursprünglich aus Krefeld stammenden Fabrikanten- und Großkaufmannsfamilie. Sein Großvater, der Kaufmann Moritz Tigler (1814-1875), hatte die Maschinenfabrik Moritz Tigler in 1845 in Ruhrort gegründet und später nach Meiderich verlegt. Sein Vater, Johann Hermann Tigler sen. (1849-1917), war Industrieller in Gelsenkirchen, Düsseldorf (seit 1888) und Wiesbaden (seit 1904), Gründer der Firma Grafenberger Walzwerk GmbH in Düsseldorf-Grafenberg (1897). Beide, Großvater und Vater von Hermann Tigler, prägten als Industrielle die Entwicklung des Ruhrgebiets in der Gründerzeit maßgeblich mit.
Nach Abitur und Ausbildung trat Hermann Tigler im Jahr 1904 in die von seinem Vater gegründete Maschinenbau-Aktiengesellschaft Tigler in Duisburg-Meiderich ein. In Anbetracht seiner herausragenden Leistungen wurde er bereits im Jahr 1906 Direktor und kurz darauf alleiniges Vorstandsmitglied der Gesellschaft. Im Jahr 1926 fusionierte sein auf Kranbau spezialisiertes Unternehmen mit der Demag (Deutsche Maschinenfabrik AG in Duisburg). Der Bau der vier größten Schwimmkräne der Welt und eines Schiffshebewerks in den dreißiger Jahren sind eng mit seinem Namen verbunden. Hermann Tigler war bis 1950 Vorstandsmitglied für die Abteilung Kranbau in der neuen Gesellschaft und später zudem auch für die Demag-Baggerfabrik in Düsseldorf-Benrath, Demag-Zug GmbH in Wetter/Ruhr (heute Demag Crane), Demag Greiferfabrik GmbH und Demag Stahlbau tätig. Nach seinem Ausscheiden bei der Demag übernahm er 1950 als geschäftsführender Gesellschafter die Leitung des im Familienbesitz befindlichen Unternehmens Grafenberger Walzwerk in Düsseldorf, das 1921 auf dem europäischen Kontinent erstmals kaltgewalzte Feinbleche für die Automobilindustrie herstellte.
Hermann Tigler wohnte seit 1908 in Angermund, wo er sich von Architekt Ludwig Fettweis ein herrschaftliches Anwesen – die Villa Tigler – hatte bauen lassen.
Tigler war seit seiner militärischen Dienstzeit bei den Düsseldorfer 11. Husaren ein erfolgreicher, begeisterter Turnier-, Jagd- und Springreiter. Vor dem Zweiten Weltkrieg fehlte er auf keinem Reitturnier. 1953 beendete er seine aktive Reiterlaufbahn. 1956, zu seinem 75. Geburtstag erhielt er das Deutsche Reiterkreuz in Silber sowie weitere Auszeichnungen.
Tigler war dreimal verheiratet: 1904 vermählte er sich mit Hermine Anna Margarete (Grete) Zobel (* 1875), Tochter des Kgl. Preuß. Generalmajors Eugen Zobel und der Elise von Wedel. 1918 schloss er die Ehe mit Louise Clara Maria Werth (1889-1972) und ab 1937 war er mit Liselotte Krüger (1914-2003) verheiratet. Aus der ersten Ehe entsprangen zwei Kinder, aus der zweiten vier und aus der dritten zwei Kinder.
Nach seinem Tod wurde Hermann Tigler auf dem Düsseldorfer Nordfriedhof beigesetzt.

## Weblink
- Der Unternehmer Hermann Tigler (1881-1960) Fotoalbum auf Christian40489.com